# Service Advertising Protocol
Protokół SAP (Service Advertising Protocol) – protokół używany przez routery do rozpowszechniania nazw i adresów usług, które są udostępniane przez węzły IPX.
Klienci SAP używają rozgłoszeń SAP jedynie wówczas, gdy żądania skierowane do bazy bindery lub usługi NDS nie przyniosą odpowiedzi. Wysyłają oni następujące rodzaje komunikatów:	
- SAP GetNearestServer, służący do pobrania nazwy i adresu najbliższego serwera określonego typu.
- Ogólne żądanie SAP, używane do żądania nazw i adresów wszystkich usług, bądź też usług określonego typu.